# Абдурахманов, Бахтиёр Рафикович
Бахтиёр Рафикович Абдурахманов (род. 1 марта 1983) — узбекский футболист, вратарь.
В 2005 году провёл четыре игры в чемпионате Узбекистана в составе «Бухары», пропустил семь мячей.
С 2016 года выступает в чемпионате Санкт-Петербурга за команду «Максима». В чемпионате Санкт-Петербурга по пляжному футболу выступает полевым игроком, провёл одну игру за команду «Петроградец» (2018). в 2019 году — игрок команды первой лиги «Рабона».